# ناکاجیما کای۸۷
ناکاجیما کای۸۷ (به انگلیسی: Nakajima_Ki-87) یک هواگرد از نوع هواپیمای جنگنده-هواپیمای رهگیر ساخت شرکت شرکت هواپیمای ناکاجیما است. هواگرد ناکاجیما کای۸۷ نخستین پروازش را در آوریل ۱۹۴۵ میلادی انجام داد. در مجموع، تعداد ۱ فروند از این هواگرد ساخته شده‌است.
طراح این هواگرد، Kunihiro Aoki بود.